# NGC 2919
NGC 2919 é uma galáxia espiral barrada (SBbc) localizada na direcção da constelação de Leo. Possui uma declinação de +10° 17' 02" e uma ascensão recta de 9 horas, 34 minutos e 47,6 segundos.
A galáxia NGC 2919 foi descoberta em 1 de Fevereiro de 1877 por Ernst Wilhelm Leberecht Tempel.